# Guácimo (kanton)
Guácimo is een stad (ciudad) en gemeente (cantón) in de provincie Limón in Costa Rica. Het heeft een oppervlakte van 576,48 km² en telt ruim 51.000 inwoners. Guácimo is de enige gemeente in Limón die niet aan de Caraïbische Zee grenst. De noordelijke grens met Pococí is de Río Esperanza en ook de Río Jiménez, die tevens de westelijke grens is. De Río Destierro en Río Parismina markeren de oostelijke grens en in het zuiden gaat het kanton op in de Cordillera Central, een gebergte met onder andere de actieve vulkaan Irazú.
De gemeente werd op 8 mei 1971 opgericht en is opgedeeld in vijf deelgemeenten (distrito): Guácimo (de eigenlijke stad), Duacarí, Mercedes, Pocora en Río Jiménez.
Guácimo · Limón · Matina · Pococí · Siquirres · Talamanca